# Колбач
Колбач (пол. Kołbacz, нем. Kolbatz, до 1910 года — нем. Colbatz) — поселение Старе-Чарновой гмины Грыфинского повета в Западно-Поморском воеводстве (Западная Померания) Польши. При административно-территориальном делении 1975—1998 годов входил в состав и принадлежал Щецинскому воеводству.

## История
Самые древние археологические следы славянского поселения в районе современного Колбача датируются VII веком нашей эры. Примерно в полутора километрах восточнее Колбача существуют руины средневекового княжеского замка. Возможно это одно из мест расположения резиденции поморской княжеской семьи Грифит. В XII веке эти земли принадлежали щецинскому каштелану Варциславу II Швентоборжцу (пол. Warcisław II Świętoborzyc), который в 1173 году пригласил и дал возможность прибыть в Колбач цистерцианцев из датского монастыря в Эсруме (Цистерцианское аббатство в Эсруме). Колбач стал столицей нового религиозного государства. В 1186 году аббат и двенадцать монахов отправились в Оливы, чтобы основать новое аббатство. В последующие годы правления монахов в колбачском регионе их имущество приумножалось. Колбач стал одним из важнейших политических центров Поморского княжества того времени, куда постоянно съезжались щецинские князья и светские люди. В 1210 году началось строительство новой костёла, монастыря и оборонительных стен. С целью повышения уровня воды в озере Мидви, проводились широкомасштабные дренажные работы. Были вырыты пруды, построены промышленные артели и мельницы. В монастырской усыпальнице захоронены многие члены родовых семей Швентобожице (пол. Świętoborzyce, нем. Swantiboriden) и Грифит (пол. Gryfici, нем. Greifen); надгробных плит не сохранилось. После Реформации 1535 года церковная утварь секуляризирована, а монастырь ликвидирован. Имущественные постройки монастыря оказались в руках местных князей, которые превращали их в свои замковые комплексы. В результате пожара 1662 года, великолепие Колбача закончилось окончательно, город в дальнейшем так и не восстановил своего значения. Во времена прусского правления XVIII—XIX веков большая части монастыря была снесена. После Второй мировой войны в 1946 году территория и поселение были включены во вновь созданную Щецинскую провинцию. Послевоенное развитие села связано с созданием на его территории экспериментальной станции Краковского зоотехнического сельскохозяйственного института. В период 1970—1976 годов здесь был построен современный сельскохозяйственный центр и по итальянской лицензии открыты животноводческие фермы.

## Фотогалерея

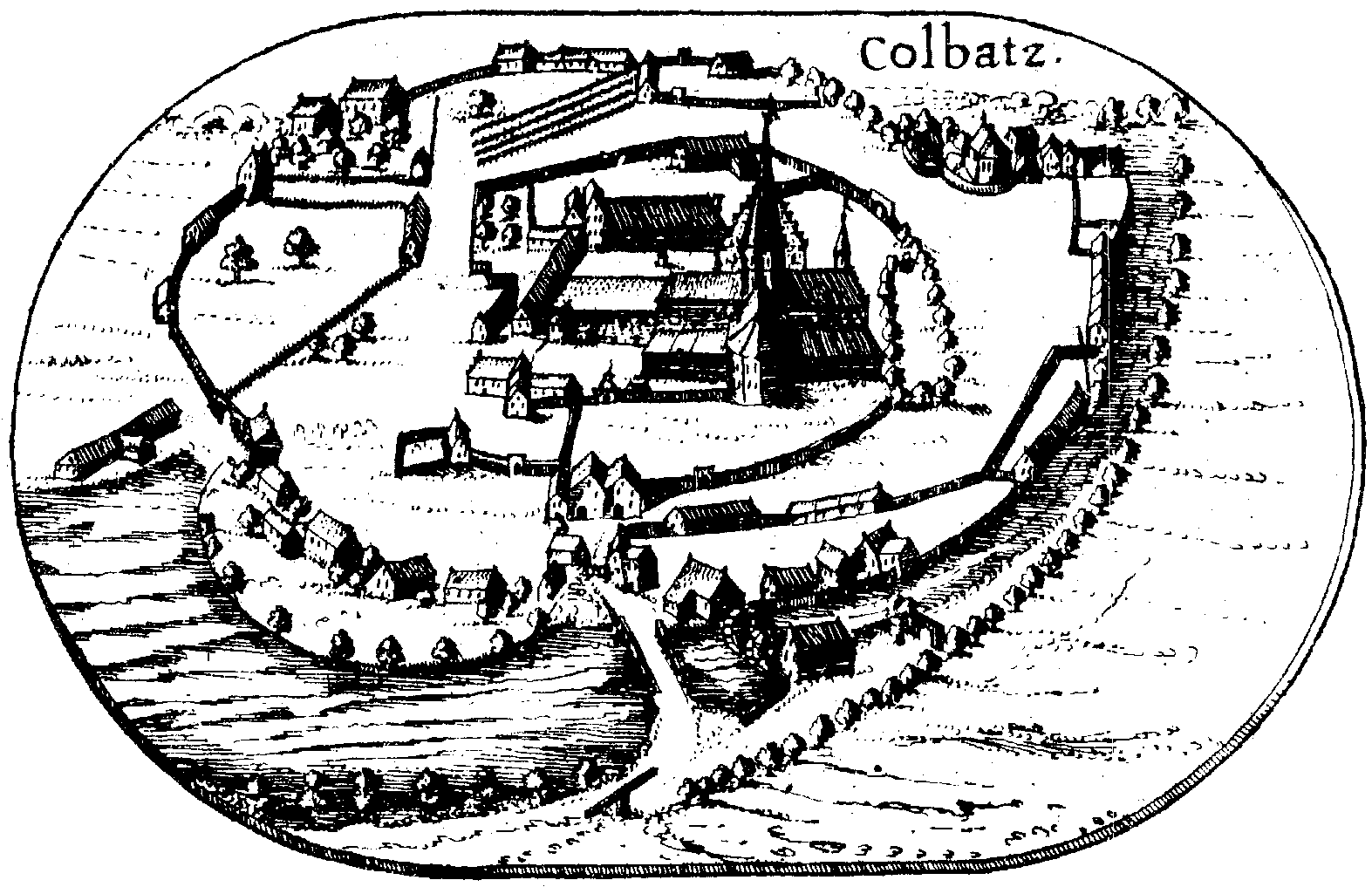
Карта 1618 года
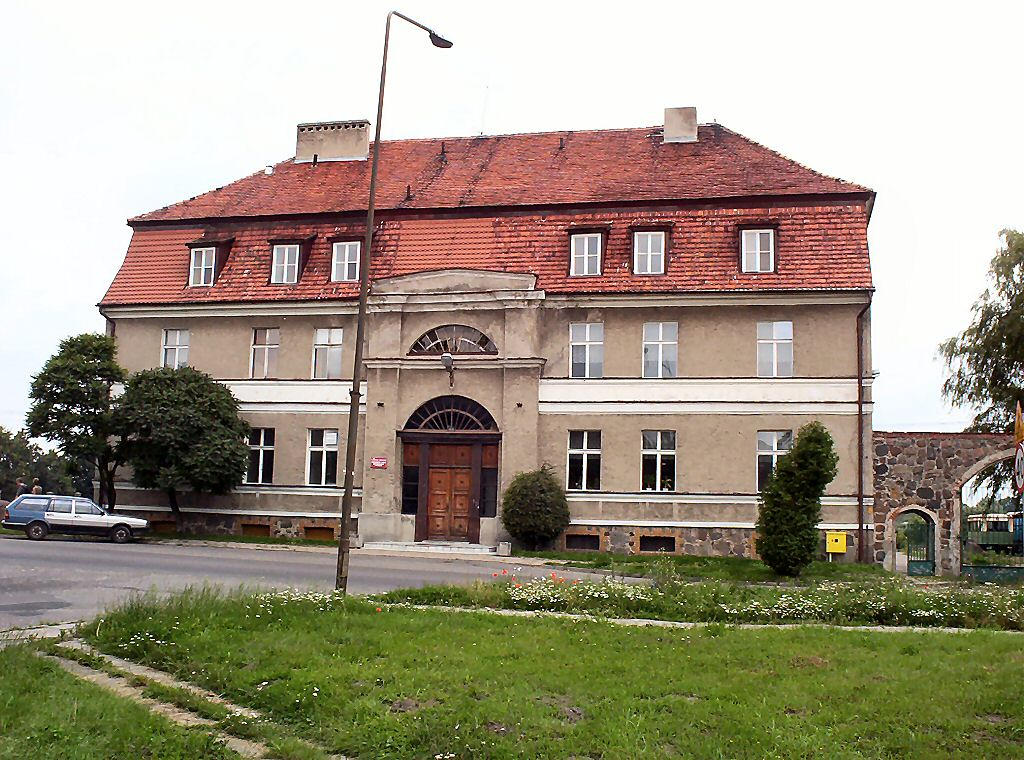
Дворец в Колбаче
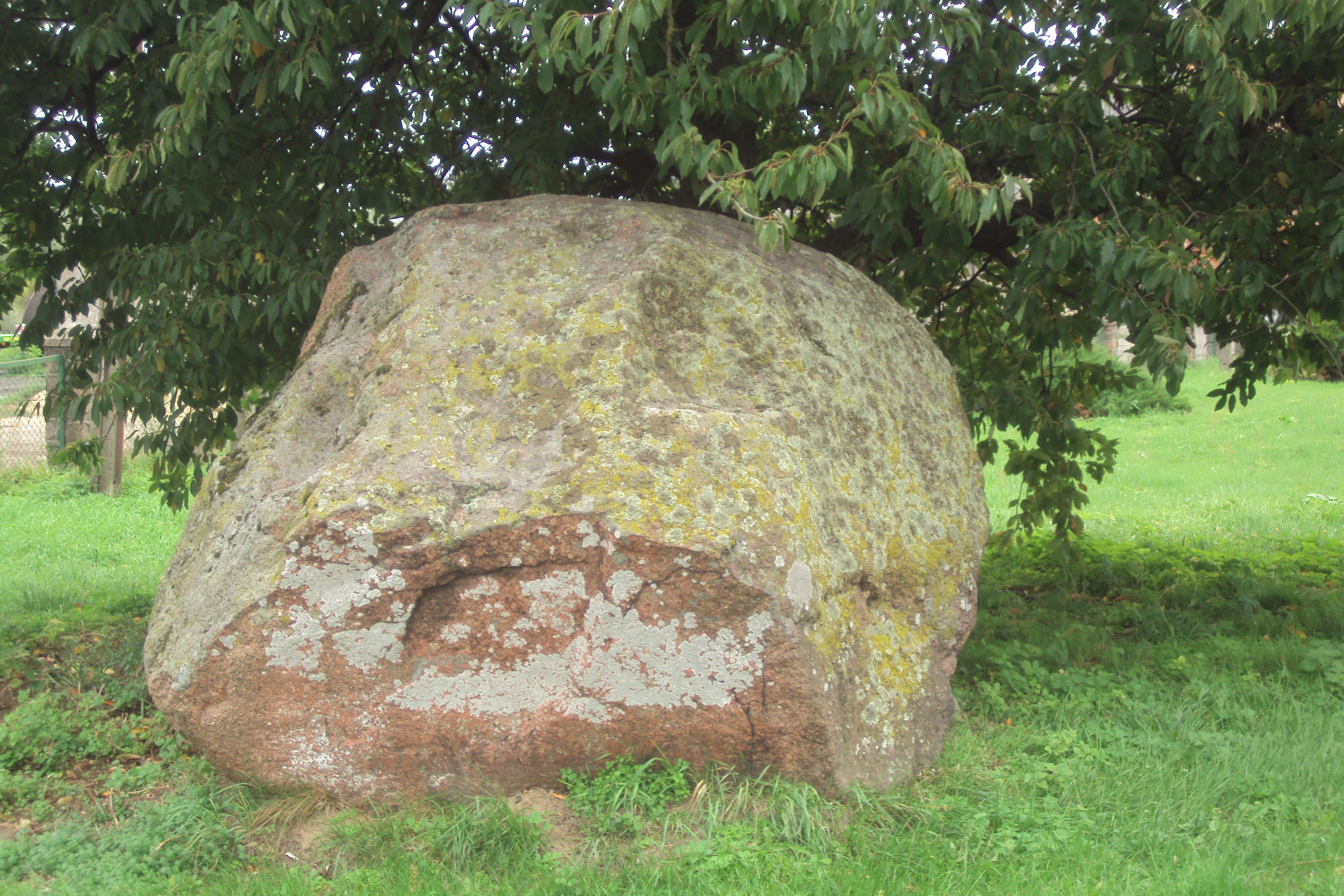
«Медной камень»
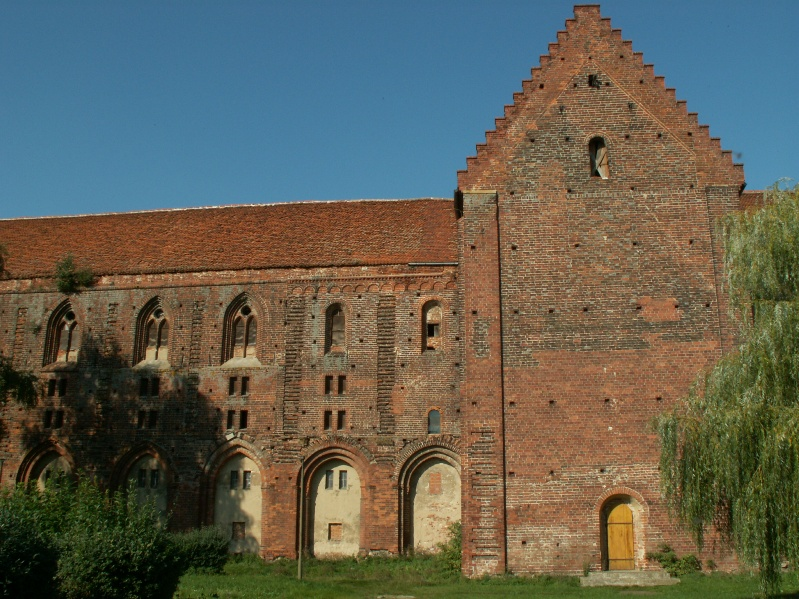
Монастырское здание
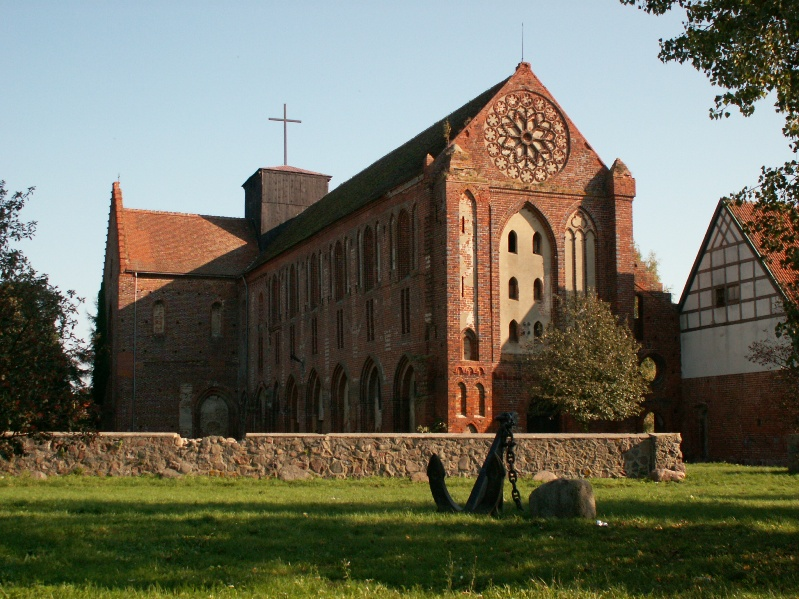
Цистерцианский монастырь в Колбаче
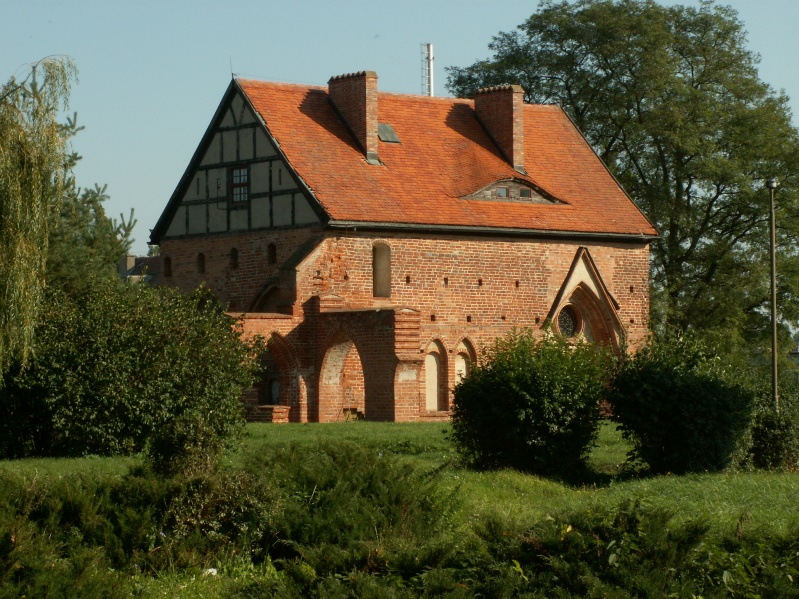
Библиотека